# Erich Raddatz
Erich Raddatz (* 28. November 1886 in Konikow, Kreis Köslin; † 16. Februar 1964 in Berlin), Spitzname „Papa Raddatz“, war ein Berliner Kommunalpolitiker und preußischer Landtagsabgeordneter.

## Leben
Der gelernte Schlosser ließ sich in Berlin nieder, wo er 1907 der Gewerkschaft und 1910 der SPD beitrat. Nach der Teilnahme am Ersten Weltkrieg trat er 1918 zur USPD über und begann als Beamter in der Verwaltung von Neukölln zu arbeiten. Seit 1920 Mitglied der KPD, war er von 1920 bis 1925 Mitglied der Neuköllner BVV, von 1926 bis 1930 Stadtrat in Neukölln und 1928 bis 1932 Mitglied des Berliner Magistrats.
Im Juni 1928 rückte Raddatz für Wilhelm Pieck, der zuvor auf sein Mandat verzichtet hatte, in den Preußischen Landtag nach. Er gehörte dem Landtag bis 1932 an und vertrat den Wahlkreis 3 (Potsdam II). Im Februar 1930 gehörte er in der Berliner KPD zu einer Gruppe von 60 Funktionären, die in einem offenen Brief die Politik der Parteiführung um Ernst Thälmann und hierbei vor allem die Sozialfaschismus-Linie kritisierten. Aus der KPD ausgeschlossen, gründete Raddatz gemeinsam mit einigen anderen ehemaligen KPD-Funktionären die Gruppe Unabhängiger Kommunisten (60 Ausgeschlossene), die sich 1931 der SPD anschloss. Nach der Machtübernahme der NSDAP verlor Raddatz seine Anstellung im öffentlichen Dienst und arbeitete als Werkstattschreiber und später als Werkmeister in der Metallindustrie.
Nach 1945 trat Raddatz wieder der SPD bei und wurde von den amerikanischen Militärbehörden zum Bezirksstadtrat für Sozialwesen in Neukölln ernannt. Nach den Wahlen 1946 im Amt bestätigt, übte er diese Funktion bis 1959 aus und erwarb sich hierbei hohes Ansehen und den Spitznamen „Papa Raddatz“. Nach seinem aus Altersgründen erfolgten Rückzug aus der Kommunalverwaltung 1959 war er bis zu seinem Tode als stellvertretender Landesvorsitzender der Arbeiterwohlfahrt in Berlin aktiv.

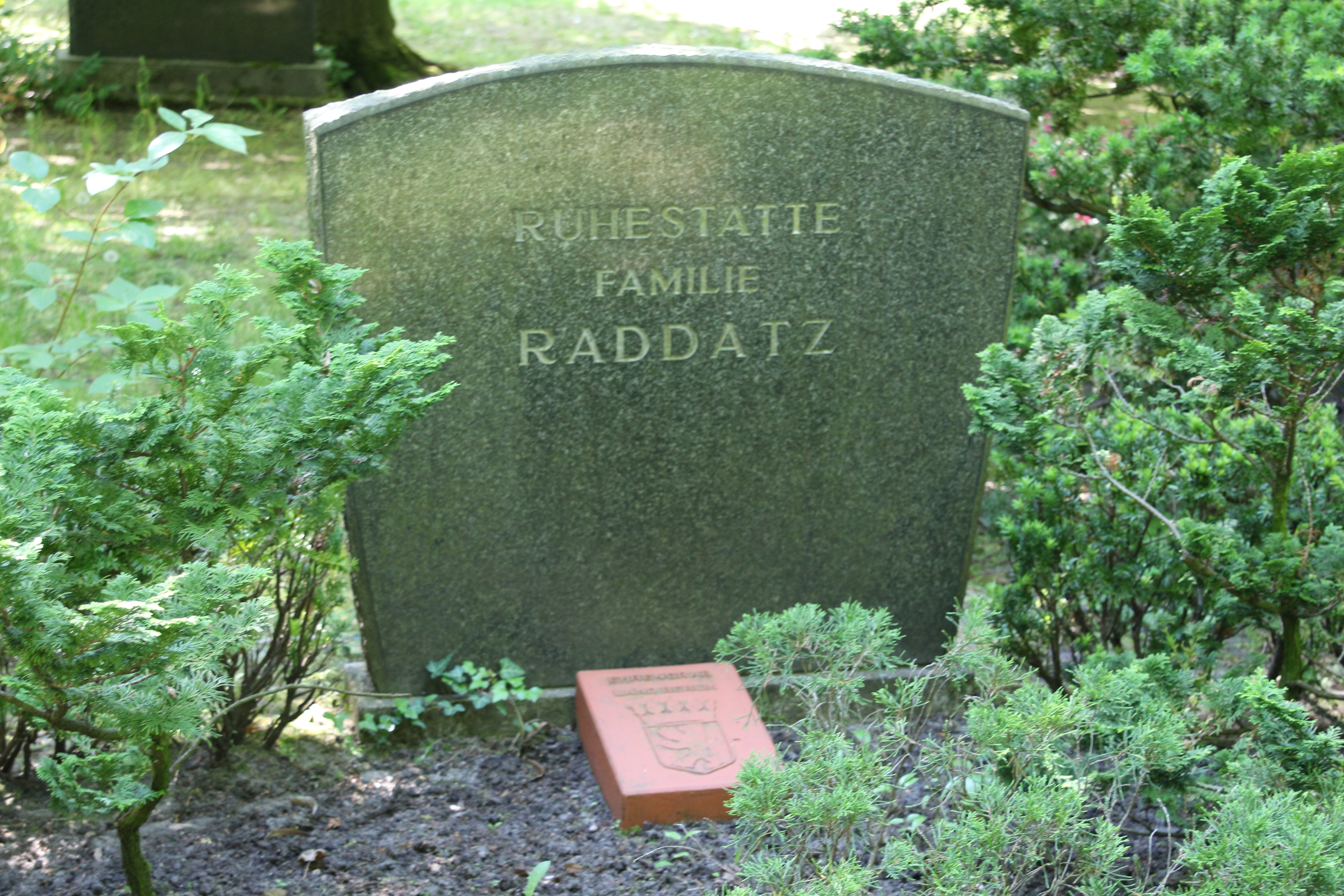
Ehrengrab Erich Raddatz’

## Ehrungen
Er wurde 1959 vom Berliner Abgeordnetenhaus mit der Würde eines Stadtältesten von Berlin geehrt. Sein Grab auf dem landeseigenen Friedhof Britz I im Ortsteil Berlin-Britz ist als Ehrengrab der Stadt Berlin (Nr. 15–36/37) ausgewiesen.
Ein Altenheim des Diakonischen Werkes im Neuköllner Teil der Sonnenallee ist nach Erich Raddatz benannt.